# Raymond Savoie
Pour les articles homonymes, voir Savoie (homonymie).
Raymond Savoie (13 octobre 1946 - ) est un homme politique québécois, né à Québec.

## Biographie
Originaire de Québec, Savoie a poursuivi des études en histoire et en droit au Saint Lawrence College et à l'Université Laval de Québec. Avant de se lancer en politique, il a exercé le droit notarial à Val-d'Or, de 1980 à 1985.
Il a été élu pour représenter la circonscription d'Abitibi-Est à l'Assemblée nationale du Québec lors des élections générales de 1985 et de 1989 sous la bannière du Parti libéral du Québec.
Il a fait partie du Conseil des ministres durant l'ensemble de ses deux mandats. Le premier ministre Robert Bourassa l'a successivement nommé ministre délégué aux Mines (1985-1990), ministre délégué aux Affaires autochtones (1986-1989), ministre délégué au Développement régional (1989-1990) et ministre du Revenu (1990-1994). Il ne s'est pas représenté lors de l'élection de 1994.
Il travailla ensuite pour la Banque Mondiale. Fut en 1997 promoteur minier avec Ressources Arca. Serait à la tête en 2000 de Ditem, une société minière active dans la recherche de diamants et d'uranium. Président et chef de la direction de Gastem, une division de Ditem spécialisée dans la recherche et l'exploitation de pétrole, depuis 2002. Directeur du conseil exécutif de l'Association gazière et pétrolière du Québec (APGQ) depuis septembre 2010.

## Ditem Exploration
La société Ditem Exploration Inc. s'échange pour peu de sous dans la bourse CVE. Elle a publié le 30 avril 2014 l'avis de ses auditeurs KPMG LLP du fait que ses activités financières empiraient.

## Archives
Le fonds d'archives de Raymond Savoie est conservé au centre d'archives de Rouyn de Bibliothèque et Archives nationales du Québec.